# Mordfall Sarah Everard
Beim Mordfall Sarah Everard wurde die 33-jährige Sarah Everard (* 1987 in Surrey, England; † 4. März 2021 nahe Dover, Kent, England) am Abend des 3. März 2021 nach 21:30 Uhr (GMT) im Süden der britischen Hauptstadt London von dem Polizeibeamten Wayne Couzens entführt, vergewaltigt und anschließend ermordet. Die Umstände der Tat waren Auslöser für viele Debatten über die Sicherheit von Frauen und die Rolle der Polizei dabei.

## Ermittlungen und Verurteilung von Wayne Couzens
Am 9. März wurde Wayne Couzens (* 1972), ein Polizeibeamter des Metropolitan Police Service (Abteilung für parlamentarischen und diplomatischen Schutz), in Deal in der Grafschaft Kent festgenommen, zunächst wegen des Verdachts auf Everards Entführung. Am 10. März wurden ihre sterblichen Überreste in einem Wald in der Nähe von Ashford entdeckt.
Couzens wurde zwei Tage später wegen Entführung und Mordes angeklagt.
Am 30. September 2021 verurteilte das Londoner Strafgericht Old Bailey Wayne Couzens zu lebenslanger Haft ohne Möglichkeit einer vorzeitigen Entlassung.

## Reaktionen
Am Abend des 13. März nahmen mehrere hunderte Menschen in Clapham Common trotz Verbots (wegen der COVID-19-Pandemie im Vereinigten Königreich) an einer Mahnwache für Everard teil.
Die Polizei löste die Versammlung auf und nahm vier Menschen wegen Verstößen gegen die COVID-19-Vorschriften fest. Videos in sozialen Netzwerken zeigen, wie Polizisten mehrere Frauen gewaltsam abführten. Das Foto einer dieser Frauen ging um die Welt.
Der Mord hat in Großbritannien eine Debatte über Sexismus und Gewalt gegen Frauen ausgelöst.
Tausende Schülerinnen und ehemalige Schülerinnen berichten zum Beispiel auf der Website everyonesinvited.uk über sexualisierte Gewalt und sexuelle Belästigung an Schulen (staatlichen Schulen und Privatschulen) gegen Schülerinnen. Ein hochrangiger Polizist sprach von einem nationalen Skandal; dieser sei ein neuer MeToo-Moment im Bildungswesen.